# Шумска јагода
Шумска јагода (лат. Fragaria vesca) је врста биљке која је распрострањена широм сјеверне Земљине хемисфере. Највише је распрострањена у умјереној Европи и умјереној Азији, а одомаћила се и изван овог подручја. У односу на гајене јагоде, много је ситнија и није толико слатка, али су јој мирис и укус много јачи. Расте углавном по ободима шума.

## Опис
Дивља јагода је вишегодишња биљка, која достиже висину и до 30 cm. Ризом је ваљкаст, а стабљика усправна или устајућа, листови су прстасто сложени, на наличју су длакави и светлији, јајастог су облика, а налазе се на дугим длакавим петељкама. Цветови су појединачни, углавном двополни, пречника 15 mm. Јављају се у мају и јуну. Плод је збирна орашица, сочна и богата шећером.

## Распрострањеност и станиште
Станиште врсте су шуме и ливаде. Потиче из Евроазије, а данас је присутна на свим континентима, што је чини секундарним космополитом. Присутна је и у Србији.

## Галерија
- Хабитус
- Хабитус
- Плод
- Плод